# Radikal (Phonetik)

13: Zungenwurzel (Radix).

Radikal bezeichnet in der Phonetik einen Laut, der mit der Zungenwurzel (lateinisch radix linguae) als Artikulationsorgan gebildet wird.
Die Zungenwurzel kann lediglich im Rachen den Luftstrom verengen und somit pharyngale Konsonanten bilden:
- [⁠ħ⁠] Stimmloser pharyngaler Frikativ
- [⁠ʕ⁠] Stimmhafter pharyngaler Frikativ